# Xian de Tianzhu
Pour les articles homonymes, voir Tianzhu.
Le xian de Tianzhu (天柱县 ; pinyin : Tiānzhù Xiàn) est un district administratif de la province du Guizhou en Chine. Il est placé sous la juridiction de la préfecture autonome miao et dong de Qiandongnan.

## Démographie
La population du district était de 380 654 habitants en 1999.